# Сангли (округ)
Сангли (маратхи सांगली जिल्हा; англ. Sangli) — округ в индийском штате Махараштра. Образован 1 мая 1960 года. Административный центр — город Сангли. Площадь округа — 8572 км². По данным всеиндийской переписи 2001 года население округа составляло 2 583 524 человека. Уровень грамотности взрослого населения составлял 76,6 %, что выше среднеиндийского уровня (59,5 %). Доля городского населения составляла 24,5 %.